# ناحیه اطلس، میشیگان
ناحیه اطلس (به انگلیسی: Atlas Township) یک منطقهٔ مسکونی در ایالات متحده آمریکا است که در شهرستان جنسی، میشیگان واقع شده‌است.
 ناحیه اطلس ۹۳٫۲ کیلومتر مربع مساحت و ۷٬۹۹۳ نفر جمعیت دارد و ۲۵۸ متر بالاتر از سطح دریا واقع شده‌است.